# Konjunkturální průzkum
Konjunkturální průzkum (také konjunkturní průzkum) je statistický průzkum, při kterém se u vybraných subjektů (firem, spotřebitelů) zjišťují jejich očekávání do budoucna. Tyto průzkumy poskytují informace o očekávaných tendencích ve vývoji hlavních oblastí ekonomiky v nejbližší budoucnosti.
Konjunkturální průzkumy jsou již celá desetiletí organizovány a využívány v zemích s vyspělou tržní ekonomikou. Průzkumy se opírají o názory podnikatelů v oblasti průmyslu, stavebnictví, obchodu a službách. Spotřebitelské průzkumy vypovídají o úmyslech spotřebitelů, zejména o sklonu k nákupům či spoření. Společným rysem těchto průzkumů je to, že odpovědi nepodávají přímou kvantifikaci, ale budoucnost hodnotí pomocí obecnějších výrazů – např. lepší, stejný, horší. Vývoj je hodnocen prostřednictvím konjunkturálních indikátorů (označovaných i jako indikátory důvěry).
Konjunkturální průzkum je jediné pravidelné šetření Českého statistického úřadu, které se nezabývá minulostí, ale očekávanou budoucností.